# Coryneforme

Beispiele für bakterielle Zellformen. Eine coryneforme Zelle ist rechts in der Mitte abgebildet.

Als Coryneforme bezeichnet man bakterielle Zellen mit einer bestimmten, an einem Ende keulenartig verdickten Zellmorphologie (griechisch coryne = Keule). Coryneforme Zellen bilden neben Kokken, Stäbchen, filamentösen, gestielten und anderen Zellformen eine der Kategorien, in die Bakterien anhand ihrer im Mikroskop erkennbaren Zellform eingeordnet werden. Grundsätzlich sagt die Zellform von Bakterien aber kaum etwas über deren verwandtschaftliche Verhältnisse aus. Sie kann nur als ein Merkmal von vielen auf die richtige Einordnung eines unbekannten Bakteriums hinweisen.

Coryneforme Zelltypen treten in bestimmten Gattungen jedoch gehäuft auf, zum Beispiel bei Corynebakterien, Bifidobakterien, Arthrobacter und Propionibakterien.
Bakterien, die bestimmte Entwicklungszyklen durchlaufen oder pleomorphe Bakterien können auch nur vorübergehend coryneform erscheinen.